# Ayman Aly
Ayman Aly (arabisch أيمن علي, DMG Aiman ʿAlī; geb. 1966 in Damiette, Ägypten) ist ein ägyptischer Arzt und Geschäftsmann. 2012 wurde er zum Teil des Beraterteams des ägyptischen Präsidenten Mohammed Mursi.
Er graduierte 1991 an der Fakultät für Medizin der Universität Kairo.
Er war der stellvertretende Vorsitzende und Generalsekretär der Föderation Islamischer Organisationen in Europa (Federation of Islamic Organizations in Europe; FIOE).
Ayman Aly war einer der Unterzeichner der Botschaft aus Amman (Amman Message) von 2004.
Ayman Aly war seit August 2012 einer der ersten Berater von Ägyptens damaligem Präsidenten Mohammed Mursi, spezialisiert auf Angelegenheiten ägyptischer Expatriates. Er ist außerdem Mitglied der verfassungsgebenden Versammlung in Ägypten gewesen.
Seit Dezember 2013 befindet sich Ayman Aly mit vier weiteren Mitgliedern der Mursi-Administration in Haft im al-Aqrab-Teil des Tora-Gefängnisses in Kairo. Einem Bericht von Human Rights Watch zufolge werden sie unter anderem beschuldigt, Mitglieder einer illegalen Organisation zu sein und inkorrekte Informationen zu verbreiten, die die nationale Sicherheit bedrohen.